# Hornsby Heights, New South Wales
Hornsby Heights este o suburbie în Sydney, Australia.